# Nicolas de Flüe
Pour les articles homonymes, voir Nicolas de Flue (homonymie), Nicolas et Saint Nicolas.
Saint Nicolas de Flüe, en allemand : Niklaus von Flüe, né en 1417 à Sachseln et mort le 21 mars 1487 dans cette même localité est un ascète suisse qui est le saint patron de la Suisse. Il est parfois invoqué comme « Frère Nicolas ». Les principales caractéristiques attribuées à la pensée de Nicolas de Flüe – esprit de paix, non-intervention dans les affaires étrangères, modération - ont aujourd'hui encore des répercussions sur la manière dont certains Suisses perçoivent leur pays et envisagent sa politique.
Il est fêté le 25 septembre en Suisse et le 21 mars par l’Église catholique.

## Biographie

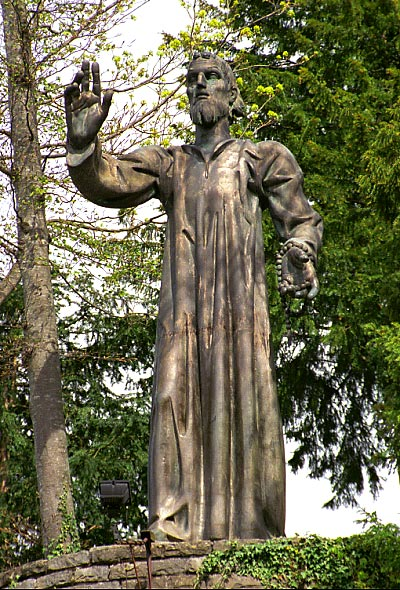
Statue à Flüeli-Ranft

Nicolas de Flue est né à Sachseln, dans la municipalité de Flueli dans le canton d'Obwald. Il est le fils de Heinrich von Flue et Hemma von Ruobert, paysans aisés. Il mène initialement une vie modeste, pieusement identique à celle des paysans de sa région. Il se distingue ensuite en tant que soldat dans la lutte contre le canton de Zurich, qui s'était rebellé contre la confédération. 
Vers l'âge de 30 ans, il épouse Dorothée Wyss, la fille d'un fermier, avec laquelle il a cinq fils et cinq filles, qu’il entretient avec aisance, grâce à son travail acharné. Il continue à servir dans l'armée confédérée où, à l'âge de 37 ans, il atteint le grade de capitaine. Il aurait été connu pour se battre avec une épée dans une main et un chapelet dans l'autre. Après sa carrière militaire, il devient conseiller et juge de son canton en 1459 et assume la charge de juge pendant neuf ans. Il refuse la proposition de servir comme Landamman (gouverneur) de son canton.

## Un mystique politique

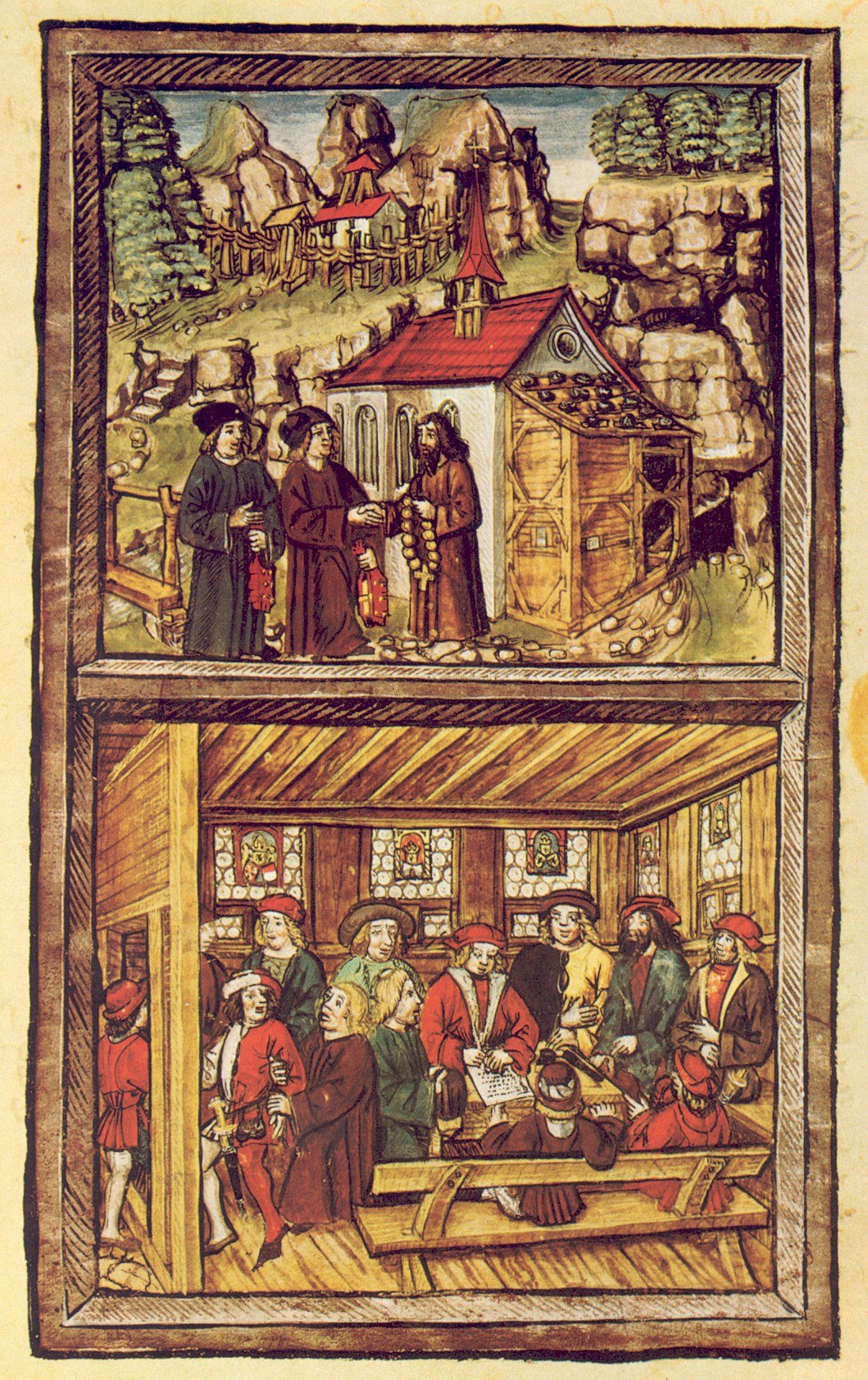
Une illustration de l'Amtliche Luzerner Chronik de 1513 de Diebold Schilling le Jeune, illustrant les événements de la Diète de Stans en 1481.

Après avoir eu la vision d'un lys mangé par un cheval, qu'il interprète comme indiquant que les soucis de sa vie matérielle (le cheval de trait tirant une charrue) avalaient sa vie spirituelle (le lys, symbole de pureté) il décide de se consacrer entièrement à la vie contemplative. En 1467, il quitte sa famille avec le consentement de sa femme, et s'installe comme ermite au Ranft, tout en établissant une chapelle et un prêtre sur ses fonds propres, afin de pouvoir assister à la messe quotidienne. Selon la légende, il a survécu pendant dix-neuf ans, sans autre nourriture que l'eucharistie. La rumeur de son prodigieux jeûne se répercute jusqu'aux oreilles de l'État qui décide de vérifier si l'écho est bien juste, mais en vain car les autorités cèdent après un mois d'observation. Les témoignages se rapportant à son absence d'alimentation matérielle, soit inédie, sont peu fiables et s'expriment en ces termes : « Dieu seul le sait ».

« Mon Seigneur et mon Dieu, prends-moi à moi et donne-moi tout entier à Toi

Mon Seigneur et mon Dieu, prends-moi tout ce qui me sépare de Toi

Mon Seigneur et mon Dieu, donne-moi tout ce qui m'attire à Toi, »

— Un bref résumé des pensées de Nicolas par le biais d'une prière préservée dans un manuscrit de la fin du XVe siècle
Sa réputation de sagesse et de piété était telle que les grands de toute l'Europe sont venus chercher ses conseils. Il était alors connu de tous comme « Frère Nicolas ». En 1470, le pape Paul II accorde une indulgence au sanctuaire du Ranft et il devient un lieu de pèlerinage, car il était sur le chemin de Compostelle. Sa réputation se maintient même après sa mort. L'évêque de Lausanne lui-même, Benoît de Montferrand, souffrant d’une blessure handicapante à la jambe, se rend sur la tombe de l'ermite et se déclare miraculeusement guéri. Le fait est attesté par le registre paroissial de Sachseln de 1488.
Nicolas intervient au cours de la diète de Stans en 1481 qui résulte des guerres de Bourgogne et où des conflits apparaissent, notamment concernant l'admission des cantons de Fribourg et de Soleure dans la Confédération, entrées redoutées par les cantons ruraux. Un des témoins du Convenant, Heini am Grund, va chercher auprès de Nicolas de Flue un message dont le contenu exact demeure inconnu mais qui établit les bases d'un compromis juridique réglant la situation.
Des lettres de remerciement qui lui furent adressées par Berne et Soleure ont été conservées.
En dépit de son analphabétisme et de son peu d'expérience du monde, son art de la médiation et son sincère amour de la paix ont fait de lui un conciliateur entre cantons ruraux et citadins et un des principaux unificateurs de la Suisse.
Son culte prend un nouvel essor lors des deux conflits mondiaux qui, au XXe siècle, épargnent la Suisse. La ferveur populaire, qui ne se limite pas aux seuls catholiques, trouve un écho lors de la canonisation de l'ermite en 1947, quand bien même la gauche suisse reproche à Nicolas de Flue d'avoir favorisé la classe dominante.

## Canonisation

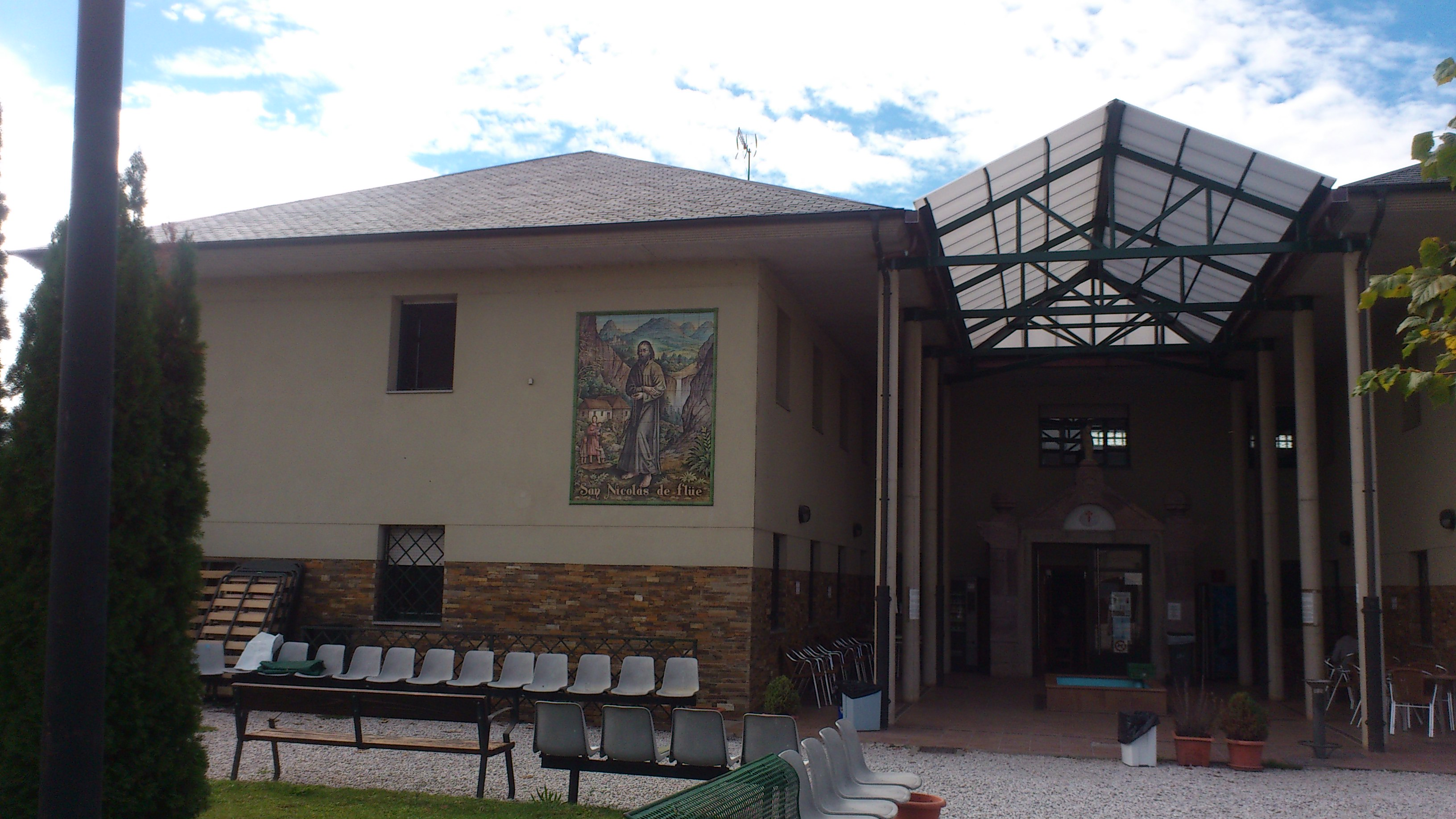
Albergue parroquial San Nicolás de Flue, Ponferrada.

Il a été béatifié en 1669. Après sa béatification, la commune de Sachseln construisit une église en son honneur où son corps a été enterré. Nicolas de Flue a été canonisé le 15 mai 1947 par le pape Pie XII. Il est Saint-patron mondial de la paix depuis cette date. Il est également, de même que Saint Martin et Saint Sébastien, le saint-patron de la Garde Suisse Pontificale au Vatican. Il est aussi le patron des familles nombreuses, des médiateurs et le protecteur des épouses qui vivent séparées de leur mari.
Il est fêté le 25 septembre en Suisse et le 21 mars selon le Martyrologe romain,.
Le nouveau Catéchisme de l'Église catholique cite une brève prière personnelle de saint Nicolas de Flue. Cette prière quotidienne de Saint Nicolas de Flue, Mein Herr und Mein Gott,, est encore activement utilisée aujourd'hui.
En sa mémoire, un musée a été fondé dans le village de la commune de Sachseln (OW), où se trouve également l'église de pèlerinage de ce saint.

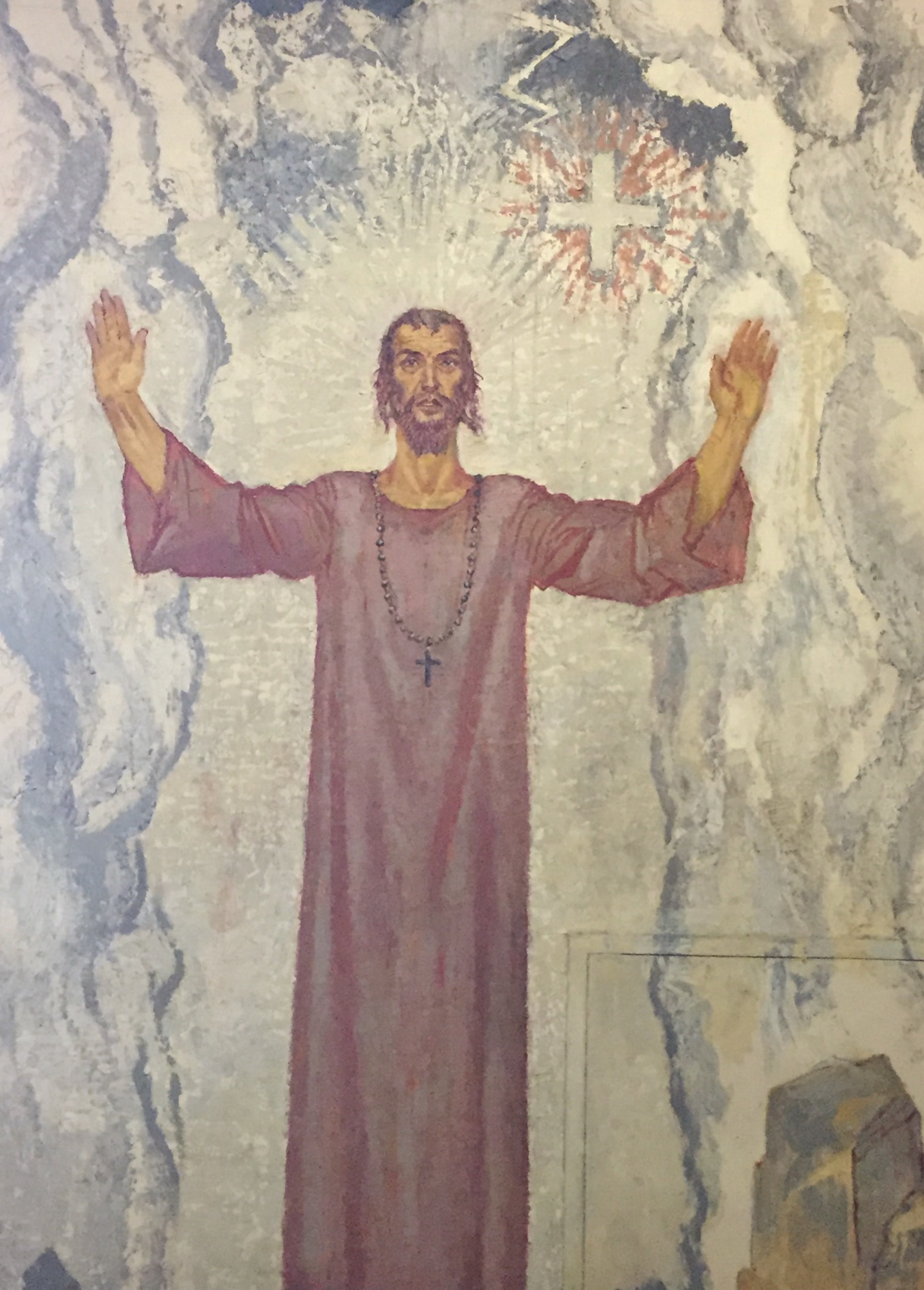
Château de Colombier (Neuchâtel), l'un des volets de l'ensemble "Les Origines de la Confédération" peint par Charles L'Eplattenier.

Plusieurs églises de Suisse sont placées sous son patronat :
- à Lausanne (Vaud) dans le quartier de Chailly-sur-Lausanne[13].
- à Boncourt (Jura).
- à Bienne (Berne).
- à Arbignon (Valais).
- à Dorénaz (Valais).
- à Prarreyer (Val de Bagnes, Valais).

## Pèlerinages
Longtemps, l'ermitage de Nicolas de Flüe, qui se situe sur l'un des trajets du pèlerinage de Compostelle est resté difficilement accessible, les chemins n'étant que rudimentaires. Les accès n'ont été facilités qu'à partir du XIXe siècle. Dès 1847, en été, une diligence dessert le trajet de Beckenried à Sachseln, prolongée jusqu'à Flüeli, mais ce service n'est régularisé par une concession postale à chevaux qu’en 1908. 
En 1857-1862 est construite la route par le col du Brunig, avec une connexion par l'Alpnachersee, une branche latérale du lac des Quatre-Cantons, jusque dans l'Oberland bernois. Un car postal n’arrive cependant à Flüeli qu'en 1926. Dès 1888 se développe aussi la voie ferrée du Brünig entre Brienz et Alpnachstad, avec un percement vers Lucerne, et une prolongation en 1916 jusqu'à Brienz. Vers la fin du XIXe siècle la forte augmentation de pèlerins fait ressentir la nécessité d’un lieu d’accueil confortable au voisinage de l'ermitage de saint Nicolas de Flüe. Dès 1893, les touristes logent dans des dortoirs très simples aménagés dans la maison du chapelain, puis un hôtel est ouvert en 1896 sous l’enseigne « Kurhaus Nünalphorn » (agrandi en 1906). Il est aujourd’hui exploité sous l’enseigne Hôtel Paxmontana.
Sur le chemin de Compostelle, à Ponferrada, une auberge de pèlerins est placée sous le patronat du saint.

## Musique
- Nicolas de Flue, H. 135 : oratorio en trois actes pour chœurs, récitant et orchestre d'harmonie composé par Arthur Honegger sur un livret de Denis de Rougemont. Créé à Neuchâtel le 31 mai 1941.
- Yves-Marie Pasquet : Trois prières de ce jour d'hui, 1. Action de grâce, 2. Supplication, 3. Hymne à Saint Nicolas de Flue, mélodies pour ténor et piano, sur des poèmes de Jean Rose, 2014.

## Peinture
Nicolas de Flüe figure dans l'ensemble peint consacré aux "Origines de la Confédération", par Charles L'Eplattenier au château de Colombier, une œuvre réalisée de 1934 à 1946.

## Vitrail
Nicolas de Flüe est représenté dans l'un des vitraux créés par Jacques Le Chevallier en 1950 pour l'église Saint-Pierre de Bourg-Saint-Pierre (Suisse).

## Sources
- « Flue, Nicolas de » dans le Dictionnaire historique de la Suisse en ligne.
- (de) Wer ist Bruder Klaus? (Kurzbiografie) consulté le 4 février 2007
- Site du pèlerinage de Sachseln